# Sida rupicola
Sida rupicola är en malvaväxtart som beskrevs av Hassler. Sida rupicola ingår i släktet sammetsmalvor, och familjen malvaväxter. Inga underarter finns listade i Catalogue of Life.